# Ivar Svensson
Ivar Samuel Svensson (* 7. November 1893 in Norrköping; † 18. Juni 1934) war ein schwedischer Fußballspieler.

## Laufbahn
Svensson spielte für den IFK Norrköping und den AIK Solna. 1914 gelang ihm mit dem AIK der Gewinn der schwedischen Meisterschaft, als im Finalspiel der Helsingborgs IF mit 7:2 besiegt werden konnte. Svensson konnte sich dabei zwei Mal in die Torschützenliste eintragen. Zwei Jahre später wurde er durch einen 3:1-Erfolg gegen den Djurgårdens IF erneut Meister.
Svensson trat in 21 Länderspielen für die schwedische Nationalmannschaft an. Er nahm an den Olympischen Spielen 1912 teil und wurde als Stor Grabb ausgezeichnet.